# Sargis Hovsepyan
Sargis Hovsepyan   (Erevan, 2 de novembre de 1972) és un exfutbolista armeni de la dècada de 2000.
Fou 132 cops internacional amb la selecció d'Armènia.
Pel que fa a clubs, defensà els colors de Pyunik Yerevan, Zenit St. Petersburg o Torpedo-Metallurg.